# 亚美尼亚地理
亚美尼亚共和国是一个位于亚洲西部高加索地区的一个内陆国家。北接格鲁吉亚，东部与阿塞拜疆接壤，南与伊朗和阿塞拜疆纳希切万自治共和国交界，西部与土耳其相邻。

## 地形
地处亚美尼亚高原东北部，境内多山，全境平均海拔1800米，90％的领土在海拔1000米以上。北部是小高加索山脉，最高点是西北高地上的阿拉加茨山，海拔4090米。东部有塞凡洼地，洼地中的塞凡湖面积1360平方公里，为亚美尼亚境内最大的湖泊。西部为阿拉拉特平原。

## 气候
亞美尼亞氣候很大程度上取決於當地的海拔高度，大多數地區属于亚热带大陆性半干旱气候，1月份平均气温为－2～12℃，7月平均气温为24～26℃。

## 河流湖泊
亚美尼亚境内的河流大多数短小流急，多瀑布，主要河流为西部的阿拉克斯河，为亚美尼亚与土耳其和伊朗的界河。东部有众多溪流注入塞凡湖，湖水通过赫拉兹丹河向南注入阿拉克斯河。